# Rhopalizida camerunica
Rhopalizida camerunica là một loài bọ cánh cứng trong họ Cerambycidae.